# Гвлеви
Гвлеви (груз. ღვლევი) — село в Грузии, на территории Карельского муниципалитета края (мхаре) Шида-Картли.

## География
Село находится в центральной части Грузии, к югу от реки Куры, на расстоянии приблизительно 6 километров (по прямой) к юго-востоку от города Карели, административного центра муниципалитета. Абсолютная высота — 667 метров над уровнем моря.

## Население
По результатам официальной переписи населения 2014 года в Гвлеви проживало 190 человек (92 мужчины и 98 женщин). В национальной структуре населения грузины составляли 74,7 %, осетины — 25,3 %.
| Год  | Население, человек |
| ---- | ------------------ |
| 2002 | 312                |
| 2014 | ↘ 190              |